# Kapelle Gnevezin

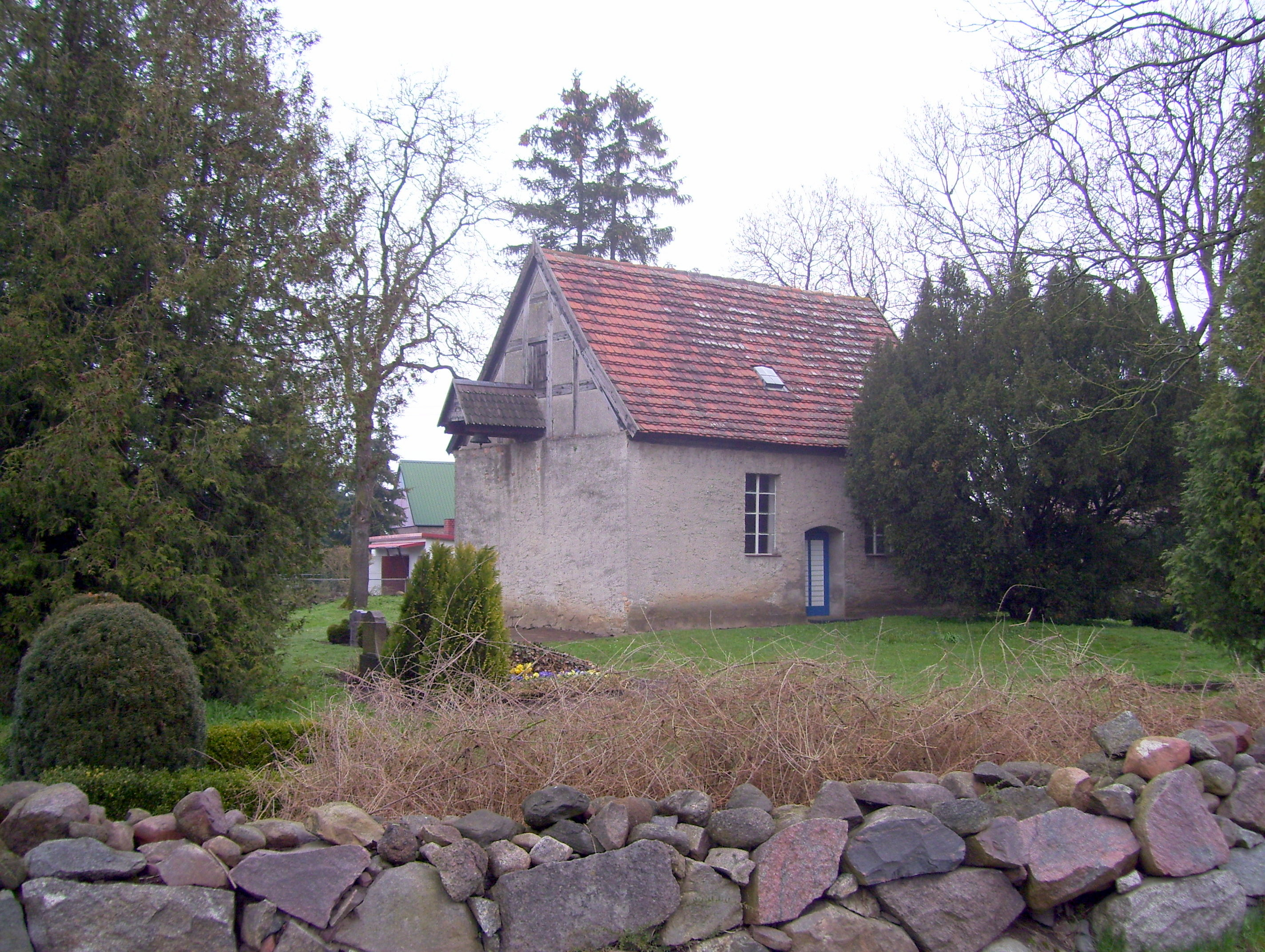
Kapelle Gnevezin

Die evangelische Kapelle Gnevezin ist ein Kirchengebäude im Ortsteil Gnevezin der Gemeinde Bargischow im Landkreis Vorpommern-Greifswald. Sie gehört zur Evangelischen Kirchengemeinde Anklam in der Propstei Pasewalk des Pommerschen Evangelischen Kirchenkreises der Evangelisch-Lutherischen Kirche in Norddeutschland.

## Lage
Gnevezin ist ein Angerdorf, das sich in West-Ost-Richtung erstreckt. Es wird von der Straße Gnevezin erschlossen, die sich um den Dorfanger legt. Dort steht mittig die Kapelle, die von einer Mauer als unbehauenen Feldsteinen eingefriedet wird.

## Geschichte
Die Kapelle wurde vermutlich im 15. Jahrhundert als Backsteinsaal errichtet. Mitte des 18. Jahrhunderts baute die Kirchengemeinde das Bauwerk um. Dabei erneuerten sie auch die beiden Giebel, die in Fachwerk ausgeführt sind. 1945 erhielt die Kapelle einen Außenputz.

## Baubeschreibung

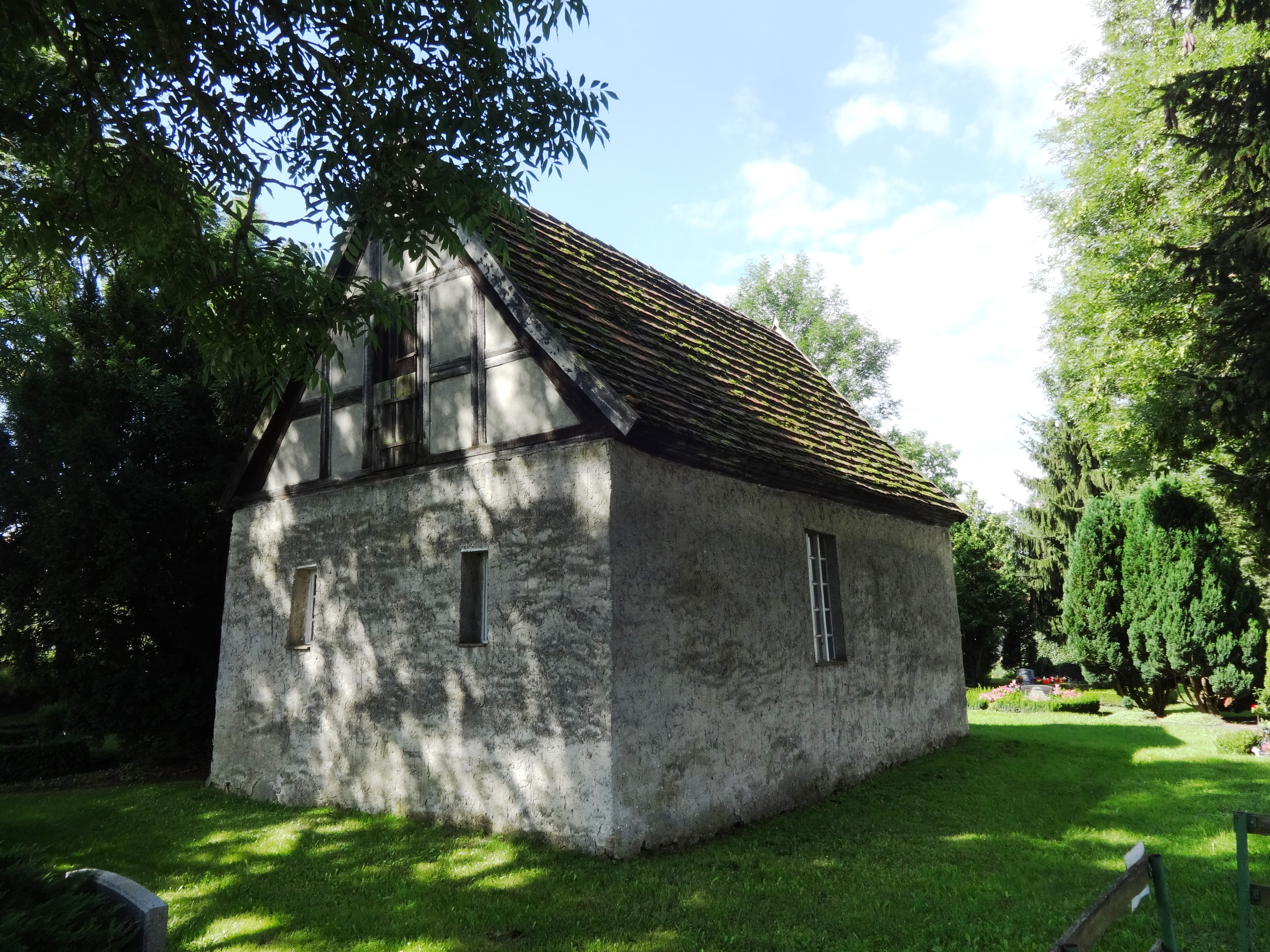
Ansicht von Nordosten

Der Chor ist gerade und nicht eingezogen. Im unteren, verputzten Bereich sind zwei schmale, rechteckige Fenster. Darüber erstreckt sich der Giebel aus Fachwerk, in dem mittig zwei miteinander verbundene Türen eingelassen sind. An der Nordseite des Schiffs ist ein größeres, an der Südseite zwei rechteckige Fenster. Dazwischen ist an der Südseite ein segmentbogenförmiges Portal, durch das das Bauwerk betreten werden kann. An der westlichen Wand sind keine Öffnungen vorhanden. Der Westgiebel wurde ebenfalls aus Fachwerk mit einer mittig angebrachten Tür erstellt. Darunter ist ein Kragbalken, an dem eine Glocke aus der Mitte des 18. Jahrhunderts hängt. Diese Konstruktion wird von einem schlichten Satteldach geschützt.

## Ausstattung

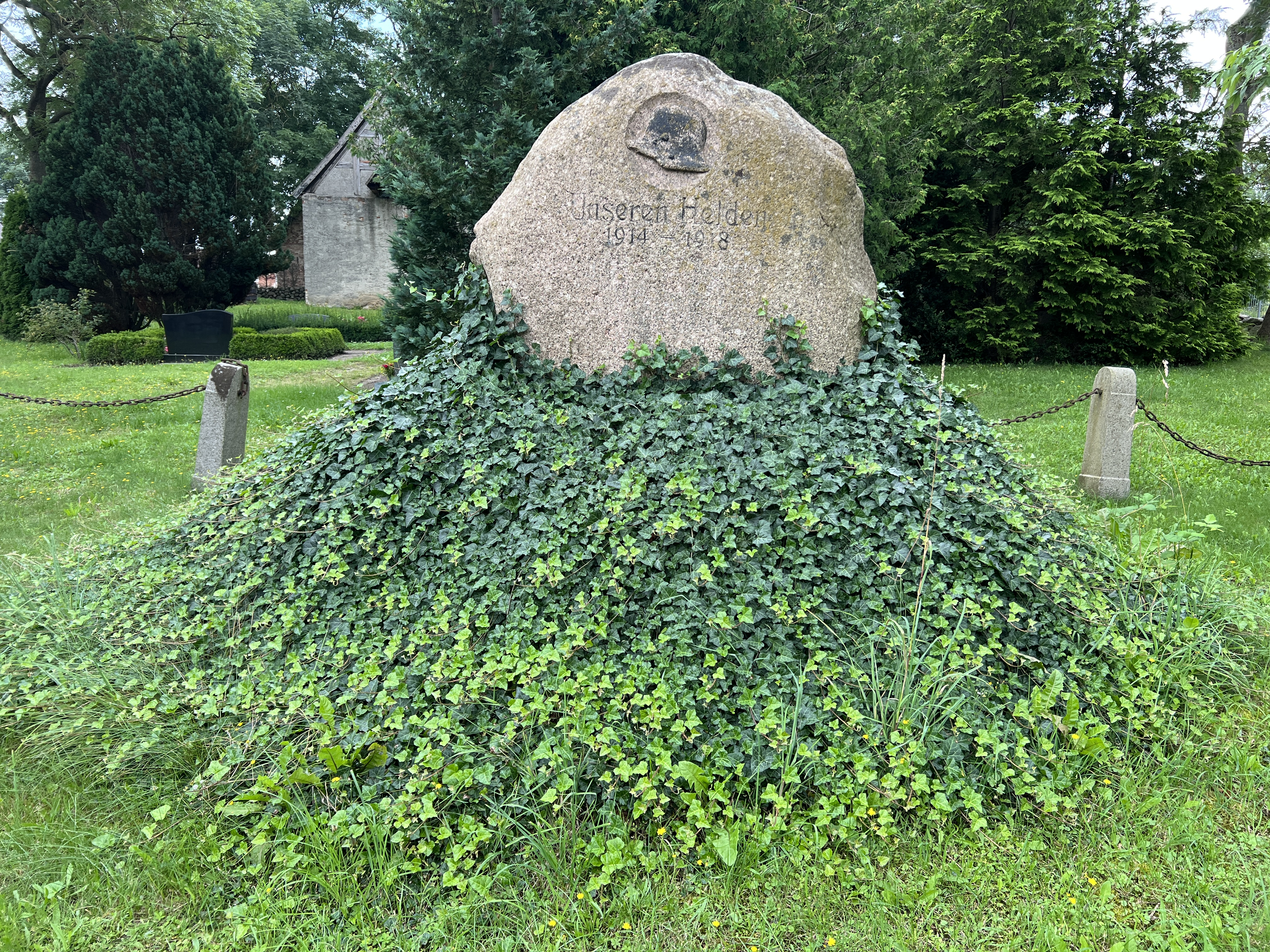
Gefallenendenkmal des 1. Weltkrieges

Der Kanzelaltar aus der 1. Hälfte des 19. Jahrhunderts wurde auseinandergenommen. Der Kanzelkorb ist halbrund und mit aufgelegten, ornamentalen Schnitzereien verziert. Das Altargehege ist ebenfalls halbrund mit schlanken Balustern. Das Bankgestühl stammt wahrscheinlich aus derselben Zeit. Zur weiteren Kirchenausstattung gehört ein Leuchterpaar mit Schnitzarbeiten, das in der zweiten Hälfte des 18. Jahrhunderts entstand. Das Bauwerk ist in seinem Innern flach gedeckt.
Westlich vor dem Bauwerk steht ein Findling, der mit der Aufschrift Unsere Helden / 1914–1918 an die Gefallenen aus dem Ersten Weltkrieg erinnert.